# NGC 6116
NGC 6116 este o liner situată în constelația Coroana Boreală. A fost descoperită în 10 iulie 1880 de către Édouard Stephan⁠(d). Se află la o distanță de 128,32 de megaparseci de Pământ.